# Pustevny

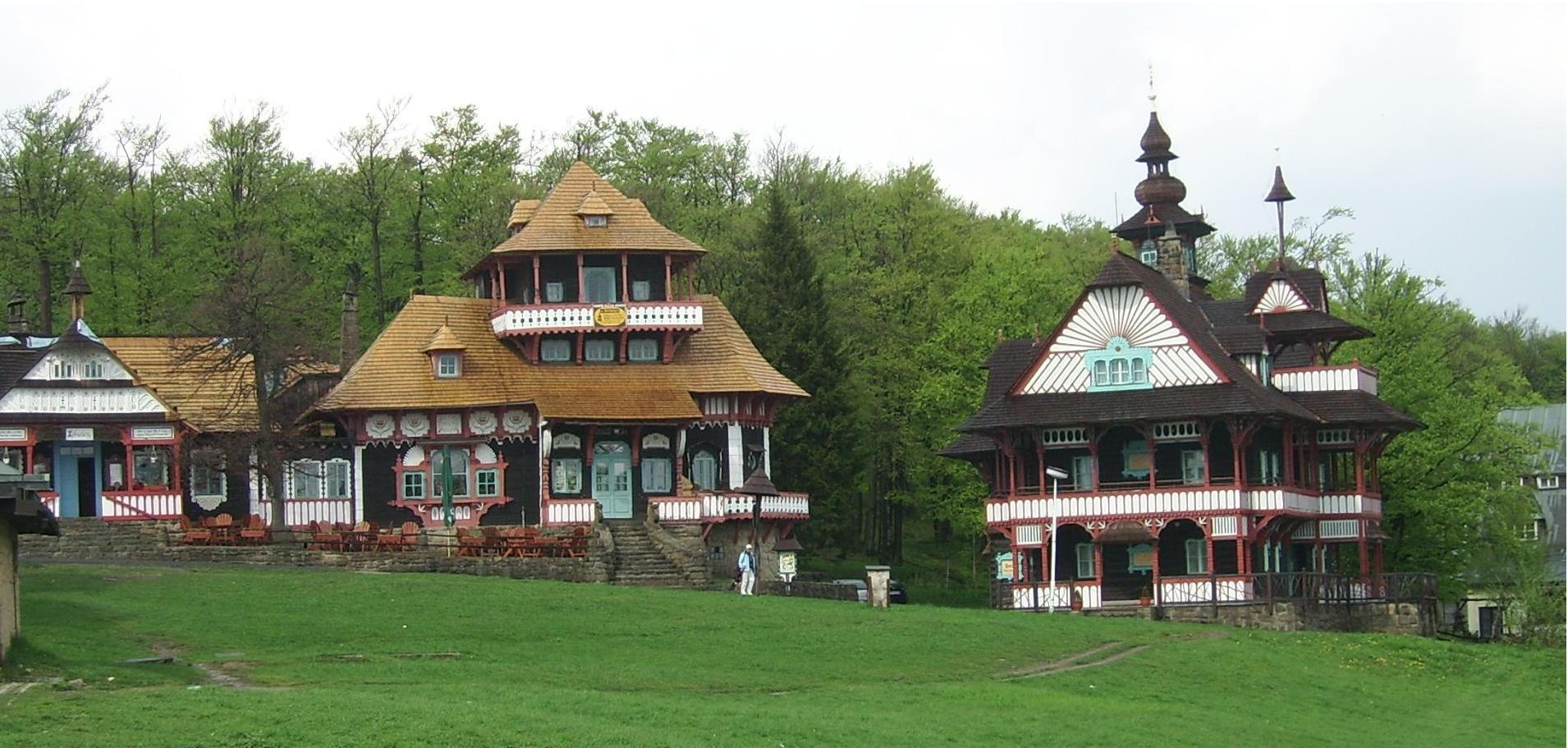
Von Dušan Jurkovič nachempfundene „Volksarchitektur“ als Tourismusziele

Pustevny (bis Mitte der 1960er Jahre: Pustevně na Radhošti, deutsch: Pustewny) ist eine zur Gemeinde Prostřední Bečva gehörige Ansiedlung und Freilichtmuseum in Tschechien. Es liegt neun Kilometer nordöstlich von Rožnov pod Radhoštěm im Okres Vsetín.

## Geographie
Pustevny befindet sich östlich des Gipfels des Radhošť auf dessen langgestreckten Bergrücken in den Mährisch-Schlesischen Beskiden. Nordöstlich erhebt sich der Tanečnice (1084 m) und im Osten der Kněhyně (1256 m). Östlich liegt der kleine See Mořské oko, dahinter erstreckt sich das Naturreservat Kněhyně-Čertův mlýn. Vom Hotel Ráztoka in Trojanovice führt eine Seilbahn nach Pustevny.
Nachbarorte sind Podstupně im Süden und Trojanovice im Nordwesten.

## Geschichte
Bis ins 19. Jahrhundert befand sich auf dem Radhošť-Kamm die Einsiedelei Pustevny. Der Hof wurde nach dem Tode seines letzten Besitzers 1874 aufgegeben. Im Jahre 1898 beauftragte der Gebirgsverein für den Radhošť den Architekten Dušan Jurkovič mit der Errichtung einer Berghütte. Er plante einen reichhaltig geschmückten Schrotholzbau im Sezessionsstil, der an die slawische Volksarchitektur erinnert. Nach der Fertigstellung der Maměnka errichtete Jurkovič 1899 im gleichen Stil die Baude Libušín, bei der ebenfalls Mikoláš Aleš die Ausgestaltung vornahm. Ebenfalls nach Plänen von Jurkovič entstand in dieser Zeit ein gezimmerter Glockenturm im walachischen Stil.
1931 wurde auf einer 1105 m hohen Kuppe südwestlich von Pustevny eine von Albín Polášek geschaffene Statue der heidnischen Gottheit Radegast aufgestellt. Die aus eisenbewehrtem Kunststein mit beigemischtem Granitbruch gefertigte Skulptur erwies sich für die rauen klimatischen Bedingungen auf dem Beskidenkamm als ungeeignet und wurde 1998 die eine von Jan Sobek aus Leskovec geschaffene Kopie aus festem Granit ersetzt. Das Original wurde in die Eingangshalle des Rathauses von Frenštát pod Radhoštěm umgesetzt.
Im Jahre 1940 erfolgte die Inbetriebnahme der Seilbahn Ráztoky-Pustevny. Die Konstruktion dieses Sesselliftes war einmalig in der Welt. Die Talstation liegt beim Hotel Ráztoka in Trojanovice in 620 m. ü. M. Der Lift, der bis heute (Stand: 2025) in Betrieb ist, gilt als ältester Europas.
1995 wurden die Bauden Maměnka und Libušín zum Nationalen Kulturdenkmal erhoben. Sie sind heute dem 
Walachischen Freilichtmuseum in Rožnov pod Radhoštěm angeschlossen. Im Jahre 2000 wurde ihre Sanierung abgeschlossen. Pustevny ist heute auch ein beliebtes Wintersportgebiet mit elf Skiliften und neun Pisten.
Am 3. März 2014 brannte die Hütte Libušín aus noch ungeklärter Ursache ab. Nachdem im Sommer 2017 mit der Rekonstruktion begonnen wurde, wurde die Baude am 30. Juli 2020 neu eröffnet.

## Sehenswürdigkeiten
- Maměnka und Libušín, errichtet von Dušan Jurkovič
- Cyrilka, karstähnliche Sandsteinhöhle von 370 m Ausdehnung, südlich der Ansiedlung
- Altan Cyrilka, hölzerner Aussichtspunkt mit Zwiebeldach
- Statue des heidnischen Gottes Radegast, südwestlich von Pustevny
- Seilbahn Ráztoky-Pustevny